# Elaenia olivina
El fiofío de tepuí (Elaenia olivina), también denominado bobito de los tepuyes (en Venezuela), es una especie de ave paseriforme de familia Tyrannidae perteneciente al numeroso género Elaenia. Es nativa de la región de los tepuyes del norte de América del Sur.

## Distribución y hábitat

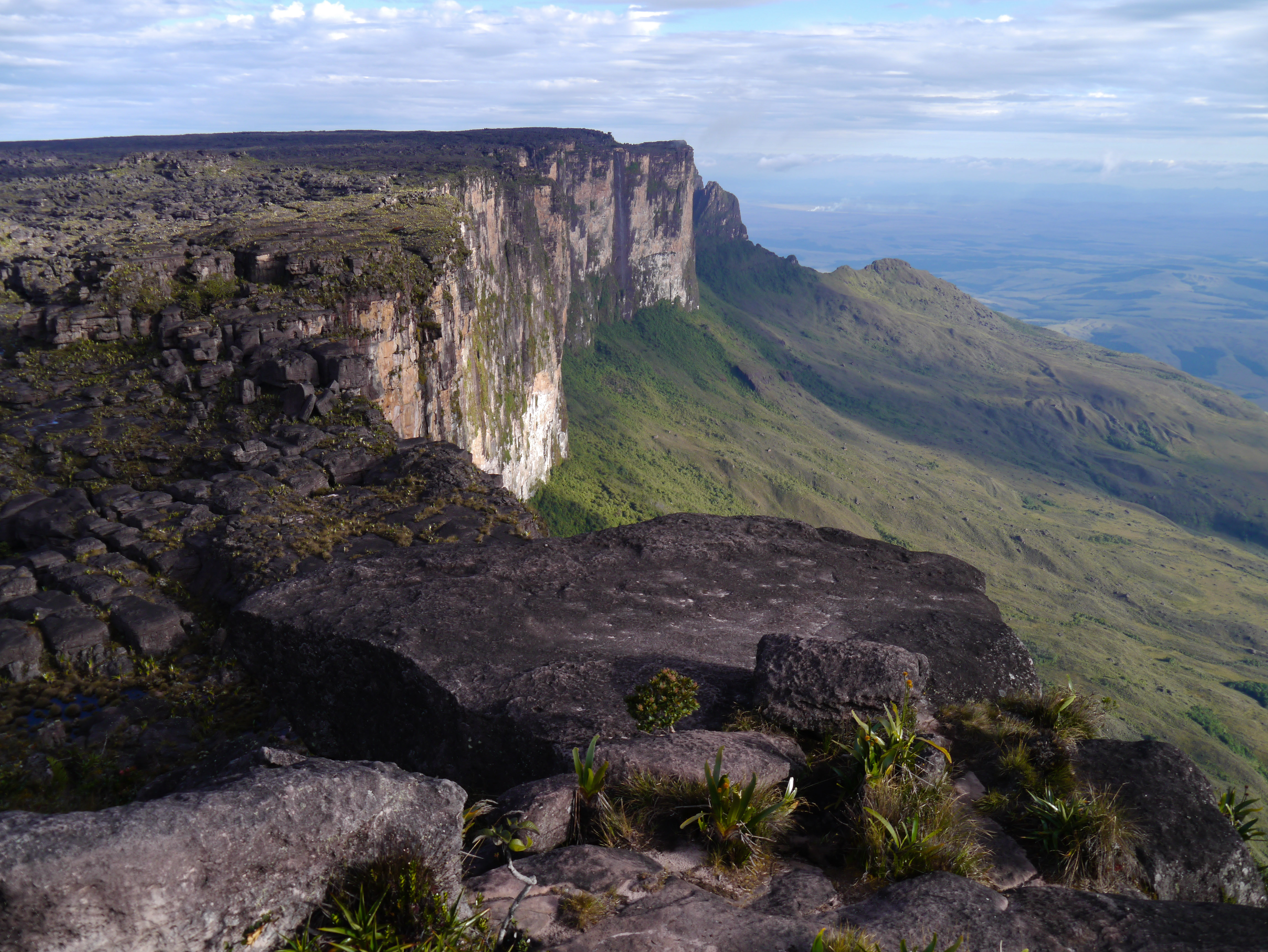
Laderas del Monte Roraima, ejemplo de hábitat de la especie.

Se distribuye por la región de los tepuyes del sur de Venezuela y adyacencias en el norte de Brasil y Guyana y en el Cerro de la Neblina en el extremo sur de Venezuela y adyacente norte de Brasil.
Esta especie es considerada localmente bastante común en sus hábitats naturales: las selvas húmedas montanas, los bordes de bosques húmedos, los matorrales enanos de altitud alrededor de bordes y clareras rocosas, en altitudes entre 1000 y 3650 m

## Sistemática

### Descripción original
La especie E. olivina fue descrita por primera vez por los zoólogos británicos Osbert Salvin y Frederick DuCane Godman en 1884 bajo el mismo nombre científico: Elainea olivina; la localidad tipo es: «Monte Roraima, 3500–6000 pies [c. 1065–1830 m], Guyana/Venezuela.»

### Etimología
El nombre genérico femenino «Elaenia» deriva del griego «ελαινεος elaineos» que significa ‘de aceite de oliva’, ‘oleaginosa’; y el nombre de la especie «olivina», deriva del latín «olivinus» que significa ‘olivino, de color oliva’.

### Taxonomía
La presente especie era tratada como conespecífica con el fiofío de Pallatanga (Elaenia pallatangae). Actualmente es considerada como especie separada con base en diferencias morfológicas y de vocalización, con soporte genético-molecular de Rheindt et al. (2008a) (2009) y Tang et al. (2018); que evidenciaron  que la subespecie olivina no está cercanamente emparentada con Elaenia pallatangae. El Comité de Clasificación de Sudamérica (SACC) aprobó la separación en la Propuesta No 812.
Las principales diferencias morfológicas apuntadas por para justificar la separación son: la corona y partes superiores de un sombreado color oliva oscuro; partes inferiores de color amarillo brillante; y tamaño ligeramente mayor, más obvio en el pico. La vocalización es diferente, un agudo «psiu» versus un abrupto y espinoso «briyp», un «wrii-yr» y un «wri?».

### Subespecies
Según las clasificaciones del Congreso Ornitológico Internacional (IOC) y Clements Checklist/eBird se reconocen dos subespecies, con su correspondiente distribución geográfica:
- Elaenia olivina olivina Salvin & Godman, 1884 – región de los tepuyes del sur de Venezuela y adyacencias del norte de Brasil y Guyana.
- Elaenia olivina davidwillardi Dickerman & Phelps, Jr, 1987 – Cerro de la Neblina, en el extremo sur de Venezuela (sur de Amazonas).